# Stade du Pays de Charleroi

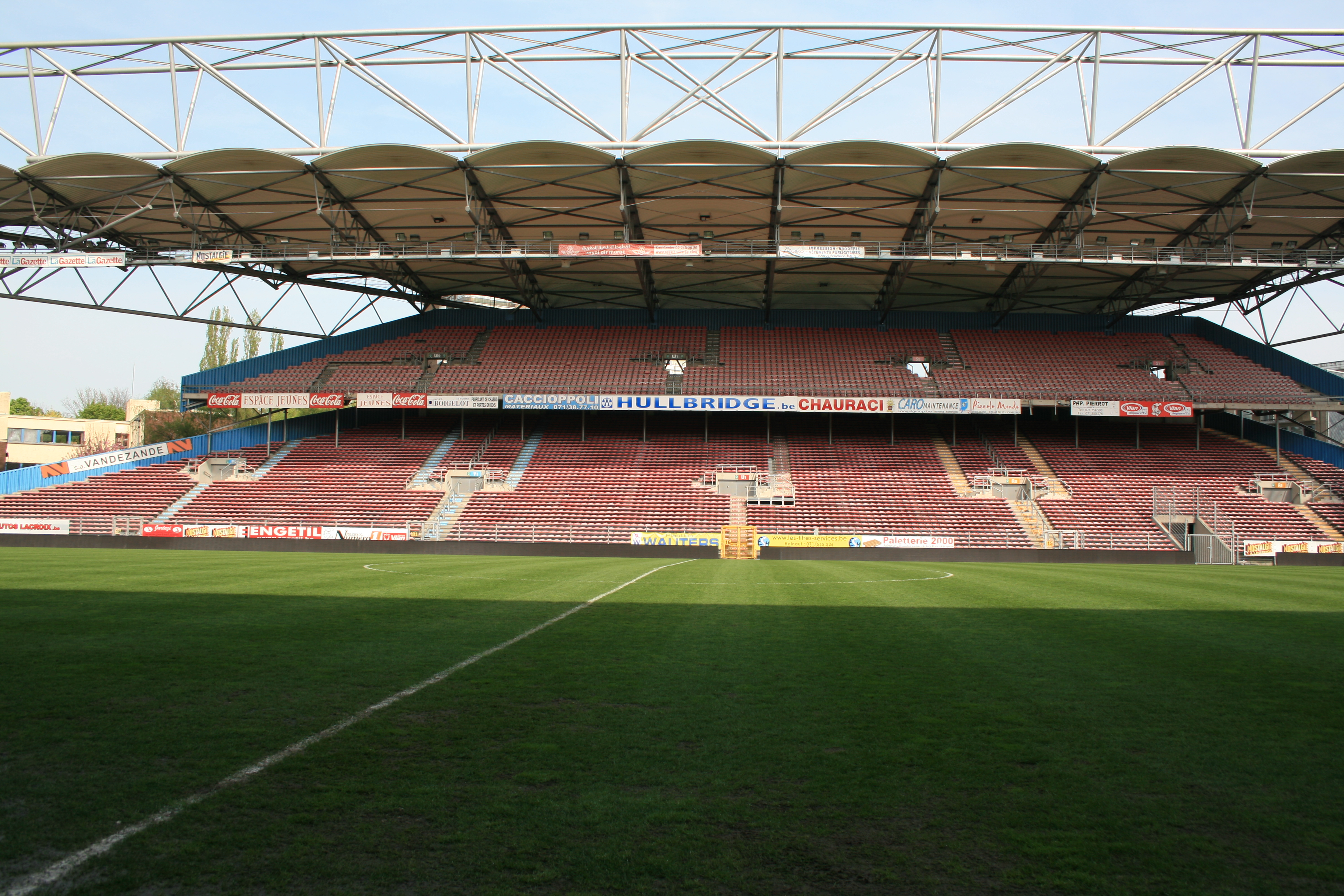
Oude (nu deels afgebroken) tribune van het Stade du Pays de Charleroi

Het Stade du Pays de Charleroi is een voetbalstadion in de Belgische stad Charleroi. Het is het stadion van Sporting Charleroi. Het werd vernieuwd voor het Europees kampioenschap voetbal 2000 in België en Nederland. De oude naam, stade de Mambourg, werd in mei 1999 vervangen. De capaciteit van het stadion bedroeg voor het Europees kampioenschap voetbal 30.000 plaatsen. Daarna werd dit aantal teruggebracht tot een kleine 26.000.
Echter waren er aanhoudende problemen met de bestemming van de grond, de omwonenden klaagden van overlast. Er was voor de bovenste ringen die gebouwd werden nooit een bouwvergunning geweest. 
Er waren plannen om het stadion af te breken en het te vervangen door een nieuw te bouwen stadion van ongeveer 25 000 zitplaatsen in Marchienne-au-Pont. De plannen van het nieuwe stadion, dat zich in een sportief centrum zou bevinden (en 'Porte des Sports' zou heten), werden voorgesteld in maart 2010. Dat sportcentrum en het stadion zouden een indoor atletiekzaal hebben, infrastructuur voor volleybal, boogschieten, badminton, gehandicaptensport, Martiale kunsten met een grote dojo, commerciële ruimtes en bureaus. De prijs van dit stadion werd tussen de 150 en 200 miljoen euro geschat.
De gemeente Charleroi besliste om het huidige stadion te renoveren en niet op korte termijn een nieuw stadion te bouwen. Het feit dat de Nederlands-Belgische kandidatuur voor het WK in 2018 uiteindelijk naar Rusland ging speelde hierbij ook een rol. De gemeente besliste om de bovenste ringen van tribune II, III en IV te ontmantelen en het stadion te renoveren. De uitvoering van de werken gebeurde tussen 15 mei en 15 juli 2013. Vervolgens vonden de werken aan een nieuw dak plaats in 2014, afgerond in september 2014. Tegenwoordig hebben de tribunes II, III en IV een enkele ring met een nieuw soberder dak. De capaciteit van het stadion bedraagt nu nog ongeveer 15.000 plaatsen.

## Belangrijke wedstrijden
| № | Datum             | Wedstrijd                    | Uitslag | Competitie               | Toeschouwers |
| - | ----------------- | ---------------------------- | ------- | ------------------------ | ------------ |
| 1 | 13 juni 2000      | Joegoslavië – Slovenië       | 3 – 3   | EK 2000 - Groepsfase (C) | 15.000       |
| 2 | 17 juni 2000      | Engeland – Duitsland         | 1 – 0   | EK 2000 - Groepsfase (A) | 30.000       |
| 3 | 20 juni 2000      | Engeland – Roemenië          | 2 – 3   | EK 2000 - Groepsfase (A) | 30.000       |
| 4 | 4 september 2004  | België – Litouwen            | 1 – 1   | Kwalificatie WK 2006     | 19.218       |
| 5 | 24 september 2003 | RAA Louviéroise – SL Benfica | 0 – 0   | UEFA Cup 2003-2004       |              |

AFAS-stadion Achter de Kazerne (KV Mechelen) ·
Bosuilstadion (Antwerp FC) ·
Cegeka Arena (KRC Genk) ·
Edmond Machtensstadion (RWDM) ·
Ghelamco Arena (KAA Gent) ·
Guldensporenstadion (KV Kortrijk) ·
Jan Breydelstadion (Cercle Brugge · Club Brugge) ·
Joseph Marienstadion (Union Sint-Gillis) ·
Kehrwegstadion (KAS Eupen) ·
King Power at Den Dreef Stadion (OH Leuven) ·
't Kuipje (KVC Westerlo) ·
Lotto Park (RSC Anderlecht) ·
Maurice Dufrasnestadion (Standard Luik) ·
Stade du Pays de Charleroi (Sporting Charleroi) ·
Stayen (STVV)